# Зімніча
Зімніча (рум. Zimnicea) — місто у повіті Телеорман в Румунії, що має статус муніципію.
Місто розташоване на відстані 104 км на південний захід від Бухареста, 35 км на південь від Александрії, 144 км на південний схід від Крайови.

## Населення
За даними перепису населення 2002 року у місті проживали 15 672 особи.
Національний склад населення міста:
| Національність            | Кількість осіб | Відсоток |
| ------------------------- | -------------- | -------- |
| румуни                    | 15230          | 97,2%    |
| цигани                    | 431            | 2,8%     |
| угорці                    | 2              | < 0,1%   |
| німці                     | 2              | < 0,1%   |
| болгари                   | 2              | < 0,1%   |
| не вказали національність | 3              | < 0,1%   |

Рідною мовою назвали:
| Мова       | Кількість осіб | Відсоток |
| ---------- | -------------- | -------- |
| румунська  | 15447          | 98,6%    |
| циганська  | 216            | 1,4%     |
| болгарська | 4              | < 0,1%   |
| угорська   | 2              | < 0,1%   |
| німецька   | 1              | < 0,1%   |

Склад населення міста за віросповіданням:
| Релігія       | Кількість осіб | Відсоток |
| ------------- | -------------- | -------- |
| православні   | 15496          | 98,9%    |
| адвентисти    | 112            | 0,7%     |
| римо-католики | 21             | 0,1%     |
| п'ятдесятники | 13             | 0,1%     |
| баптисти      | 10             | 0,1%     |
| реформати     | 5              | < 0,1%   |
| мусульмани    | 4              | < 0,1%   |
| бретрени      | 4              | < 0,1%   |
| лютерани      | 2              | < 0,1%   |
| атеїсти       | 2              | < 0,1%   |
| не релігійні  | 1              | < 0,1%   |

## Зовнішні посилання
- Дані про місто Зімніча на сайті Ghidul Primăriilor [Архівовано 16 травня 2009 у Wayback Machine.]